# Bostonský škrtič

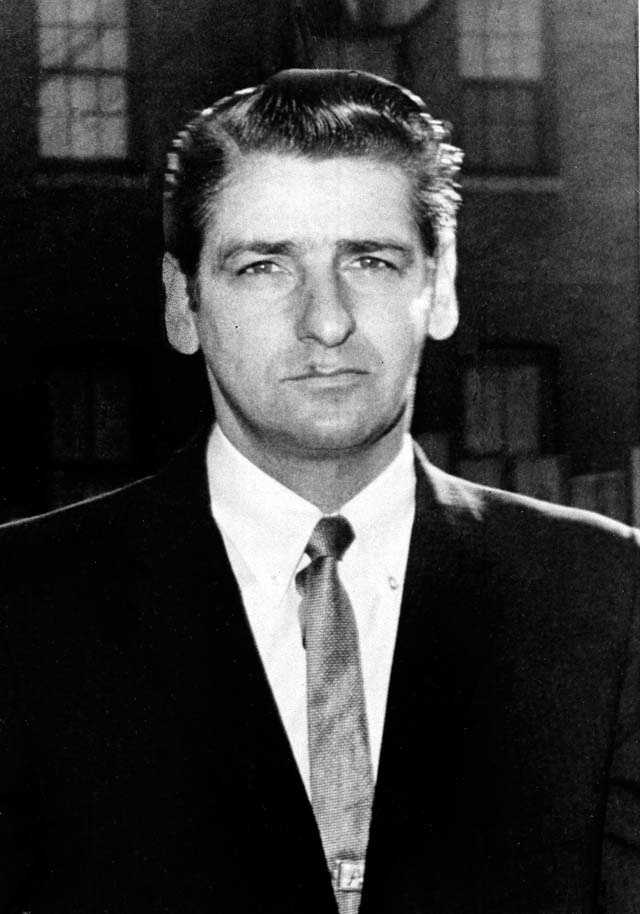
Albert DeSalvo po útěku z nemocnice v Bridgewateru, kde se v roce 1967 přihlásil v Lynnu ve státě Massachusetts.

Bostonský škrtič je přezdívka patřící pachateli (nebo více pachatelům) série čtrnácti vražd žen, které se odehrály na začátku 60. let 20. století v Bostonu, Massachusetts. Přestože tyto zločiny byly přisouzeny jednomu muži jménem Albert DeSalvo poté, co se k vraždám přiznal během projednávání jiného procesu, pozdější vyšetřovatelé, kteří zkoumali jednotlivé případy uškrcených žen (někdy též označované jako "vraždy hedvábnou punčochou"), dospěli k názoru, že nejde o zločiny spáchané jedním člověkem.
Původní přezdívka pro jednoho nebo více pachatelů byla "Šílený škrtič z Bostonu". Ve vydání Sunday Herald z 8. července 1962 byla zveřejněna zpráva s titulkem "Šílený škrtič zabil v Bostonu čtyři ženy", ve které se v prvním odstavci uvádělo, že "po Bostonu řádí šílený škrtič". Neznámý vrah byl také zpočátku označovaný jako "Bestiální přízrak" nebo "Škrtící přízrak" pro až nadpřirozenou schopnost vnikat do bytů zavražděných žen. Po svém veřejném přiznání k vraždám se Albert DeSalvo jako "Bostonský škrtič" zapsal do dějin kriminalistiky.

## Oběti

### První etapa (1962)
- Anna E. Slesersová, věk 55 let, sexuálně zneužita neznámým předmětem a uškrcena šňůrkou svého koupacího pláště; nalezena 14. června 1962 v bytě ve třetím patře na adrese 77 Gainsborough St., Back Bay
- Mary Mullenová, věk 85, zemřela na infarkt, avšak podle výpovědi zkolabovala poté, co ji škrtič přepadl, nalezena 28. června 1962
- Nina Nicholsová, věk 68, sexuálně zneužita a uškrcena vlastní nylonovou punčochou, nalezena 30. června 1962
- Helen Blakeová, věk 65, sexuálně zneužita a uškrcena vlastní nylonovou punčochou; nalezena 30. června 1962 ve svém bytě na adrese 73 Newhall Street, Lynn, Mass.
- Ida Irgová, věk 75, sexuálně zneužita a uškrcena; nalezena 21. srpna 1962 na adrese 7 Grove Street v Bostonu
- Jane Sullivanová, věk 67, sexuálně napadena a uškrcena vlastní nylonovou punčochou; nalezena 30. srpna 1962 na adrese 435 Columbia Road, Dorchester

### Druhá etapa (1962–1964)
- Sophie Clarková, věk 20, sexuálně napadena a uškrcena vlastní nylonovou punčochou; nalezena 5. prosince 1962 v Boston Back Bay
- Patricia Bissettová, věk 23, sexuálně napadena a uškrcena vlastní nylonovou punčochou ; nalezena 31. prosince 1962 v Boston Back Bay
- Mary Brownová, věk 69, zemřela na následky bodání, škrcení a bití, nalezena 9. března 1963 v Lawrence, Mass.
- Beverly Samansová, věk 23, ubodána 8. května 1963 na adrese 4 University Road in Cambridge, Mass.
- Evelyn Corbinová, věk 58, sexuálně zneužita a uškrcena vlastní nylonovou punčochou; nalezena 6. září 1963 v Salemu, Mass.
- Joann Graffová, věk 23, sexuálně zneužita a uškrcena 23. listopadu 1963 v Lawrence, Mass.
- Mary Sullivanová, věk 19, sexuálně zneužita a uškrcena černou punčochou; nalezena 4. ledna 1964

## Průběh
Mezi 14. červnem 1962 a 4. lednem 1964 bylo v oblasti Bostonu nalezeno 14 zavražděných žen. Většina z nich byla sexuálně zneužita a uškrcena ve vlastním bytě. Vzhledem k chybějícím známkám násilného vniknutí se předpokládalo, že ženy buď útočníka znaly, nebo ho z vlastní vůle vpustily do bytu v domnění, že jde o servisního technika, údržbáře, podomního prodejce a podobně. Přes širokou mediální publicitu prvních případů, která měla odradit ženy od vpouštění cizích návštěvníků do bytů, vraždy pokračovaly. Zabíjení vyděsilo mnoho mladých žen v oblasti Bostonu, některé se dokonce odstěhovaly. Mnoho obyvatel si pořídilo do svých bytů slzný plyn a nové dveřní zámky a zástrčky.
Vraždy pokračovaly i v dalších městech a místní spravedlnost marně hledala spojitost mezi jednotlivými případy. Massachusettský právní zástupce Edward W. Brooke zorganizoval společný postup všech policejních oddělení. Kontroverzní bylo jeho rozhodnutí spolupracovat s psychometrikem Peterem Hurkosem, který prohlásil, že pachatelem všech vražd je jedna osoba. Když Hurkos sestavil podrobný popis nesprávného pachatele, E. W. Brook se stal terčem posměchu médií. Policie nevěděla jistě, zda pachatelem všech vražd je jediný člověk, převážná část veřejnosti o tom však byla přesvědčená. Bouřlivě se diskutovala souvislost mezi většinou obětí (převážně zdravotních sester) a nemocnicemi.

## Přiznání
27. října 1964 vnikl do bytu mladé ženy cizinec vydávající se za detektiva. Přivázal ženu k posteli, sexuálně ji zneužil a pak najednou odešel, přičemž na odchodu se ještě omluvil. Ženin popis pachatele pomohl kriminalistům vypátrat násilníka, jímž byl Albert DeSalvo. Po zveřejnění jeho fotografie se přihlásilo mnoho dalších žen a označilo ho jako muže, který je přepadl. Dříve toho samého dne – 27. října – se DeSalvo vydával za motoristu s poruchou na autě a pokoušel se vnutit do domu na Bridgewater, Massachusetts. Majiteli domu, pozdějšímu náčelníku Brocktonské policie Richardu Sproulesovi, však bylo jeho chování podezřelé a nakonec po něm vystřelil z brokovnice.
DeSalvo původně nebyl podezírán v souvislosti s vraždami. Došlo k tomu až poté, co byl uvězněn kvůli znásilnění a svému spoluvězni Georgi Nassarovi podrobně popsal své další aktivity, které jasně ukazovaly k Bostonskému škrtiči. Nassar oznámil toto přiznání svému právnímu zástupci Lee Baileymu, který se poté ujal DeSalvova případu. Policie byla ohromena přesností, s jakou DeSalva popisoval místa zločinů. Přes určité nesrovnalosti uváděl DeSalva podrobnosti, které nebyly v médiích zveřejněny. Nicméně chyběly jakékoliv fyzické důkazy, které by potvrdily jeho výpověď. Proto byl souzen pro předešlé nesouvisející zločiny – loupeže a sexuální delikty, ze kterých byl známý pod přezdívkou "Zelený muž" nebo také "Měřič" (The Measuring Man). Bailey se snažil u soudu použít doznání k vraždám jako přitěžující okolnost klientovy minulosti, aby dosáhl osvobození pro nepříčetnost, avšak soudce tento argument zamítl.
DeSalvo byl v roce 1967 odsouzen na doživotí. V únoru stejného roku uprchl spolu se dvěma jinými vězni (jedním z nich byl bankovní lupič George Harrison z Westfordu z Massachusetts) z Bridgewaterské státní nemocnice, což dalo podnět k rozsáhlému pátrání. Na jeho pryčně našli vzkaz policejnímu řediteli, v němž DeSalva oznamoval, že smyslem jeho útěku bylo upozornit na podmínky v nemocnici i na svou situaci. Následující den se sám přihlásil policii. Vzhledem ke zmíněnému útěku ho přeložili do věznice s maximální ostrahou Walpole State Prison, kde byl o šest let později nalezen mrtev (byl ubodán) na ošetřovně. Jeho vrah či vrahové nebyli nikdy vypátráni.

## Pochybnosti
Zůstává nejisté, zda DeSalvo byl opravdu Bostonským škrtičem. Lidé, kteří ho osobně znali, nechtěli uvěřit tomu, že by byl schopen brutálního násilného činu. Také bylo poukazováno na různý věk a etnickou příslušnost zavražděných žen, navíc nebyl konzistentní ani způsob provedení jednotlivých vražd.
DeSalvův advokát Bailey zastával názor, že jeho klient byl hledaným vrahem, jak o tom napsal v publikaci "Obhajoba se nikdy nevzdává" (1995). Susan Kellyová v knize "Bostonští škrtiči" (1996) zveřejnila některé údaje z massachusettské policejní složky k případu. Je přesvědčená, že případy škrcení muselo spáchat více osob. Další autor, bývalý kriminalistický psycholog u FBI Robert Ressler, uvádí, že "v tomto případě se snažíme spojit tolik protichůdných vzorců chování, že je nemyslitelné, aby náležely jediné osobě".
John E. Douglas, bývalý zvláštní agent u FBI, jeden z prvních kriminalistických psychologů, také nevěří, že DeSalvo byl Bostonským škrtičem. Ve své knize "Případy, které nás strašily" popsal DeSalva jako zločince, který pouze znásilňoval kvůli pocitu moci. Tento typ zločince nemá podle něj potřebu zabíjet způsobem jako při bostonských vraždách, ovšem na druhou stranu může mít sklon se k těmto vraždám hlásit.
V případu Mary Sullivanové, zavražděné 4. ledna 1964 ve věku 19 let, použil Casey Sherman stopy DNA při pokusu najít jejího předpokládaného vraha. Sherman o tom napsal ve své knize "Růže pro Mary" (2003), kde vyjádřil přesvědčení, že DeSalvo nebyl zodpovědný za její smrt. Podle vlastní výpovědi na ní například vykonal soulož, zatímco forenzní analýzou nebyly zjištěny stopy jakékoliv sexuální aktivity.